# アーノルド・J・トインビー
アーノルド・ジョゼフ・トインビー（Arnold Joseph Toynbee CH FBA、1889年4月14日 - 1975年10月22日）は、イギリスの歴史家・歴史哲学者。
多数の著書を持ち、ロンドン・スクール・オブ・エコノミクスとキングス・カレッジ・ロンドンの国際史研究教授でもあった。1918年から1950年まで、トインビーは国際問題の第一人者として活躍した。
代表作は『歴史の研究』（A Study of History、1934-1961年、全12巻）。論文・記事・スピーチ・プレゼンテーションなどを大量に発表し、多くの言語に翻訳された数多くの著書を持つトインビーは、1940年代から1950年代にかけては、広く読まれ議論される学者であった。しかし、1960年代になると、彼の大作は主流の歴史家の間では人気がなくなった。トインビーは、事実に基づくデータよりも神話や寓話、宗教を好んでいるという認識があったためである。
叔父のアーノルド・トインビーとの区別のため、ミドルネームの"J"を入れて表記されることが多い。

## 生涯
トインビーは、1889年4月14日にロンドンで生まれた。父は慈善組織協会の主事であったハリー・ヴァルピー・トインビー（Harry Valpy Toynbee、1861-1941）、母はサラ・エディス・マーシャル（Sarah Edith Marshall、1859-1939）である。妹のジョスリン・トインビーは考古学者、美術史家である。祖父にジョセフ・トインビー、叔父に19世紀の経済学者のアーノルド・トインビー（1852-1883）がおり、数世代にわたる知識人の家系である。
奨学金を得てウィンチェスター・カレッジとオックスフォード大学ベリオール・カレッジに通った。ギリシャのアテネ・ブリティッシュ・スクールに短期留学し、文明の衰退に関する彼の哲学の起源に影響を与えた。
1912年にはベリオール・カレッジで古代史のチューター兼フェローとなり、1915年にはイギリス外務省の情報部に勤務した。1919年にパリ講和会議の代表を務めた後、ロンドン大学でビザンチン・現代ギリシャ史の教授を務めた。このとき、キングス・カレッジ・ロンドンの「現代ギリシャ・ビザンチン史、言語、文学のコラエス教授」に任命されたが、カレッジの教授陣との間で学術的な論争が起こり、最終的に辞任することになった。1921年から1922年にかけて、マンチェスター・ガーディアン紙の特派員として希土戦争を取材し、その経験から"The Western Question in Greece and Turkey"を出版した。1925年、ロンドン・スクール・オブ・エコノミクスの国際史の研究教授、王立国際問題研究所の研究部長に就任した。1929年には太平洋問題調査委員として来日し、この際に松本重治との友情を深めた。1937年、イギリスの人文・社会科学の国立アカデミーであるイギリス学士院のフェローに選出された。
1913年にギルバート・マレーの娘のロザリンド・マレー（Rosalind Murray、1890-1967）と結婚し、3人の息子をもうけた。1946年に離婚し、同年、研究助手だったベロニカ・M・ボールター（Veronica M. Boulter、1893-1980）と結婚した。1975年10月22日、86歳で死去した。

## 第一次世界大戦後の平和解決と地政学的状況に関する見解

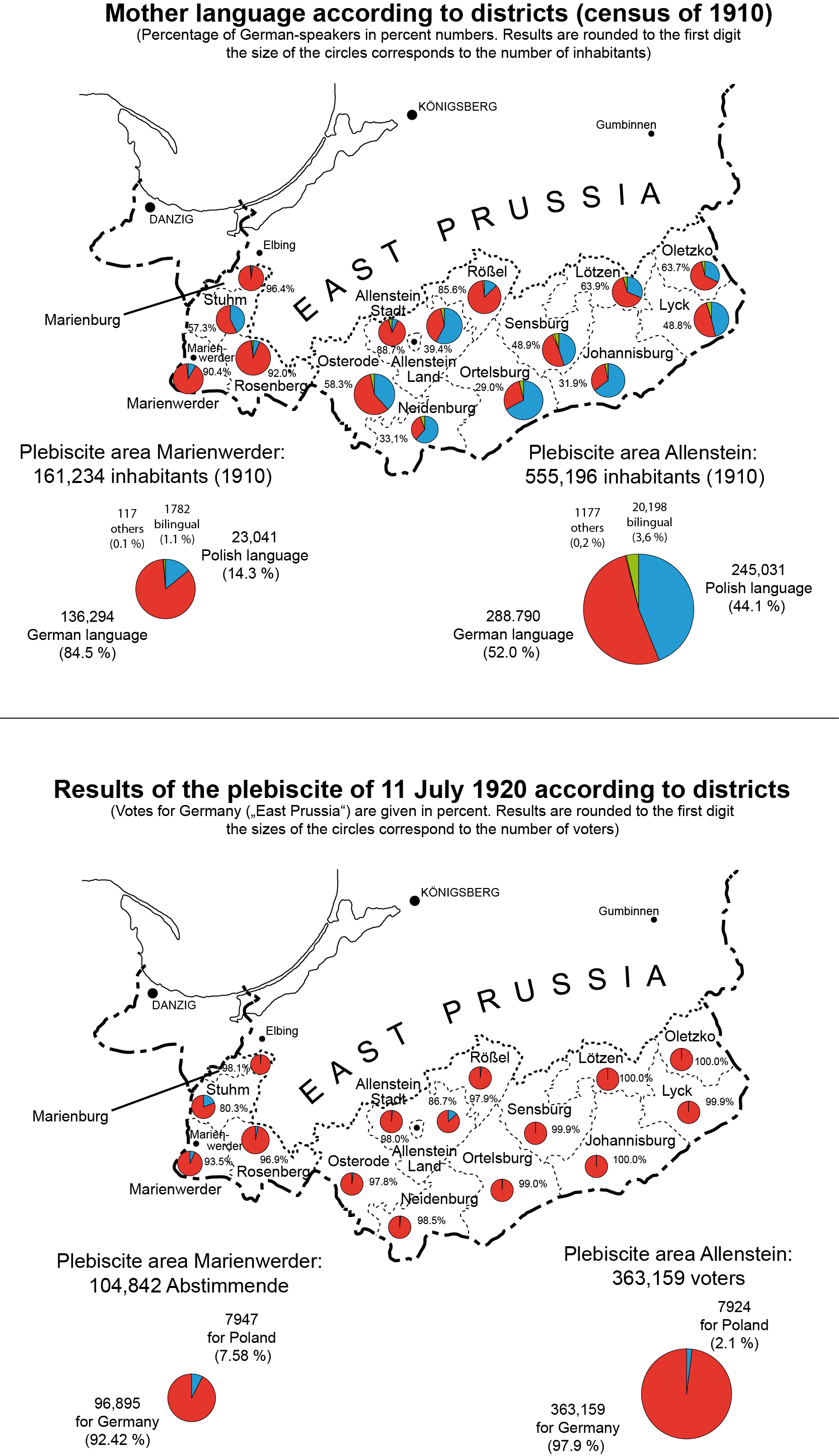
トインビーは、第一次世界大戦終了後にマスリアで住民投票を行うことを支持し、実際に1920年に行われた。この住民投票ではドイツが圧勝した。

その一部（カスフビア）でポーランド人が多数を占めるにもかかわらず、トインビーは第一次世界大戦後の和平協定で西プロイセンをドイツから切り離すことに反対した。ポーランド回廊が作られたため、トインビーの提言はここでは守られなかった。

1915年に発表した著書"Nationality & the War"（民族とこの戦争）で、トインビーは、第一次世界大戦後の平和条約の策定に向けて、民族(nationality)の原則に基づいて策定することを主張した。また、1916年に出版された"The New Europe: Essays in Reconstruction"（新しいヨーロッパ: 復興についてのエッセイ）の第4章で、トインビーは、「自然国境」(natural border)という概念を批判した。トインビーは、この概念を「自然国境を獲得するために、さらに戦争を起こすことが正当化される」と批判した。さらにトインビーは、ある国が自然国境を獲得すると、その国はさらに別の自然国境の獲得を目指そうとすると指摘した。例えば、ドイツ帝国は1871年に西の自然国境をヴォージュ山脈に設定したが、第一次世界大戦中、一部のドイツ人はさらに西の自然国境、具体的にはカレーとイギリス海峡までの自然国境を主張し始め、第一次世界大戦でドイツが征服したばかりのベルギーとフランスの領土をドイツが永久に保持することを正当化した。トインビーは、自然国境の概念に代わるものとして、経済的に相互につながっている様々な国の間での自由貿易、パートナーシップ、協力を非常に容易にすることを提案しており、そうすれば、自然国境にかかわらず、国がさらに拡大する必要はなくなる。さらに、トインビーは、国境を、より民族自決の原則に基づいたものにする、すなわち、ある地域や領域の人々が実際に住みたいと思った国を基準にするようにすることを提唱した。この原則は、第一次世界大戦後の講和において、（一貫性はないが）実際に守られたことがある。第一次世界大戦後の20年間に、シュレースヴィヒ、上シレジア、マスリア、ショプロン、ケルンテン、ザールなどで行われた、これらの地域の所属国を決めるための住民投票である。
トインビーは"Nationality & the War"の中で、ヨーロッパ内外の国々の将来について、様々な提案や予測を行っている。例えば、フランスとドイツの間で起きているアルザス＝ロレーヌ紛争について、トインビーは、その将来の運命を決めるために住民投票を行うこと、この住民投票では、アルザスは相互につながっているため、一つの単位として投票されることを提案している。トインビーは同様に、シュレースヴィヒ＝ホルシュタインについても、その将来の運命を決めるために住民投票を行うことを提案しており（実際、最終的に1920年にシュレースヴィヒで住民投票が行われた）、その際に彼は、ドイツとデンマークの新たな国境としては、言語境界が最適であると主張していた。ポーランドに関しては、トインビーは、ロシア帝国の支配下にある自治的なポーランド（具体的には、ロシアと連邦関係にあり、少なくともガリツィア・ロドメリア王国におけるポーランド人に匹敵する程度の内政自治と自己決定権を持つポーランド）を創設し、ロシア、ドイツ、オーストリアのポーランド人を一つの主権と政府の下に置くことを提唱した。トインビーは、第一次世界大戦で中央同盟国（オーストリア・ドイツ）が勝利した場合、ポーランドの統一は不可能であると主張していた。それは、勝利したドイツは、自国のポーランド領土（戦略的に重要であり、なおかつドイツ化したいと考えている）を、自治国または新たに独立したポーランドに譲渡することを望まないからである。トインビーはまた、上シレジア、ポーゼン州、ガリツィア西部の大部分をこの自治国ポーランドに与えることを提案し、マスリアでの住民投票の実施を提案（実際に1920年にマスリアで住民投票が行われた）する一方で、ドイツには、後にポーランド回廊となる部分を含む西プロイセンの全てを残すことを認めた（ダンツィヒは自治国ポーランドが使用することができる自由都市とした）。オーストリア＝ハンガリーに関しては、トインビーは、オーストリアがガリツィアをロシアと拡大されたロシア領ポーランドに譲渡し、トランシルヴァニアとブコヴィナをルーマニアに譲渡し、トレンティーノ（トリエステと南チロルは含まない）をイタリアに譲渡し、ボスニア、クロアチア、スロヴェニアを放棄して、そこに新たな独立国家が形成されるようにすることを提案した。トインビーは、オーストリアにはズデーテン山地の戦略的位置を考慮してチェコを残し、ハンガリーにはスロバキアを残すことも提唱した。また、ベッサラビアをロシアとルーマニアに分割し、ロシアはブジャクを、ルーマニアはベッサラビアの残りの部分を獲得することを提唱した。ただし、ルーマニアがロシアのオデッサ港を利用することは支持しており、その場合、ルーマニアの貿易量は2倍になるとしている。
トインビーは、ウクライナ（小ロシア）については、内政自治も連邦制も否定した。トインビーが連邦制に反対したのは、連邦制になったロシアは分裂しすぎて統一された重心を持つことができず、かつてアメリカ合衆国が一時的に分裂（南北戦争）したように、断片化して分裂する危険性があるという懸念からであった。トインビーは自治権の代わりに、ロシア帝国の大ロシア地域でウクライナ語を公用語にして、ウクライナ人（小ロシア人）が大ロシア人の劣等生としてではなく、大ロシア人の仲間としてロシアの政治家の一員になることを目指すことを提案した。トインビーはまた、ウクライナ語がロシアで公用語化されてもロシア語に対抗できないのであれば、ロシア語の優れた生命力をきっぱりと証明することになると主張した（トインビーによれば、ウクライナ語は農民のバラッドを書くのにしか使われていないのに対し、ロシア語は偉大な文学を書くのに使われている）。
トインビーは、今後のロシアの拡大について、ロシアが外モンゴルやタリム盆地を征服することを支持し、アメリカが米墨戦争で1847年にメキシコからメキシコ割譲地（具体的にはヌエボ・メヒコとアルタ・カリフォルニア）を征服したように（この征服は、当時は広く批判されたが、最終的にはアメリカ側の正しい行動であったとトインビーは指摘している）、ロシアがこれらの地域を改善し、活性化することができると主張した。また、トインビーは、ロシアがオスマン帝国のポントスとアルメニア6州の両方を併合するという案を支持する一方で、英露がペルシャを分割するという案は、ペルシャにおける英露双方の利益を満足させることができないため、現実的ではないと否定した。その代わりに、（必要であれば外国の援助を受けて）ペルシャに独立した強力な中央政府を作り、それによって自国の利益と英露の利益を守るとともに、英露がペルシャに対して帝国主義的・略奪的な意図を持つことを防ぐことを主張した。さらに、アフガニスタンで再び問題や不安が生じた場合（これは時間の問題とトインビーは考えていた）、トインビーはアフガニスタンをロシアと英領インドの間で、ヒンドゥークシュ山脈の稜線に沿って分割することを提唱した。このようにアフガニスタンを分割すれば、アフガン・トルキスタンはロシア・トルキスタンの主にテュルク系民族と統一され、アフガン・パシュトゥーンはイギリス領インドのパキスタン・パシュトゥーンと統一されることになる。トインビーは、ヒンドゥークシュ山脈をロシアと英領インドの間の理想的な不可侵の境界と見なしており、どちらか一方が通過することは不可能であり、したがって双方の安全（相手の侵略からの保護）を確保するのに適していると考えていた。

## 学術的・文化的影響

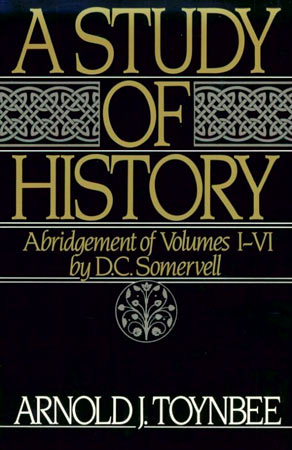
トインビーの大著『歴史の研究』のD・C・サマヴェルによる要約本

マイケル・ラングによれば、20世紀の大半の時期には
トインビーは、おそらく世界で最も読まれ、翻訳され、議論された現存の学者である。彼の作品は膨大で、何百もの本、パンフレット、記事がある。.... トインビーに対する批判的な反応は、世紀半ばの真の知的歴史を構成している。ビアード、ブローデル、コリングウッドなど、この時代の最も重要な歴史家たちがずらりと並んでいる。
1934年から1961年にかけて出版された代表作『歴史の研究』の中で、トインビーは
人類の歴史の中で26の文明の盛衰を検証し、それらの文明は、エリート・リーダーからなる創造的な少数派のリーダーシップのもと、課題にうまく対応することで発展したと結論づけている。
『歴史の研究』は商業的にも学術的にも成功した。アメリカ国内だけでも、1955年までに10巻セットが7千セット以上販売された。しかし、学者を含めた多くの人々は、1947年に出版されたD・C・サマヴェルによる最初の6巻を1巻にまとめた要約本に頼っていた。この要約本は、アメリカで30万部以上売れたという。また、トインビーの著作についての論考も無数に出版され、講演会やセミナーも数え切れないほど行われた。それには、トインビー自身もよく参加した。トインビーは『タイム』誌の1947年3月17日号の表紙を飾り、同号には「カール・マルクスの『資本論』以来の、イギリスで書かれた最も挑発的な歴史論」という記事が掲載された。また、BBCの番組のレギュラー・コメンテーターとしても活躍し、現在の東西間の敵対関係の歴史や理由を検証したり、非西洋人が西洋世界をどのように見ているかを考察したりした。
1940年代後半、特にカナダの歴史家たちはトインビーの研究を受け入れていた。カナダの経済史家、ハロルド・イニス（1894-1952）はその代表的な人物である。イニスは、トインビーやその他の人物（シュペングラー、クローバー、ソローキン、コクラン）に倣って、文明の繁栄を帝国の管理や通信手段の面から考察した。
トインビーの総体的な理論は、戦後、エルンスト・ローベルト・クルツィウスなどの一部の学者によって、ある種のパラダイムとして取り上げられた。クルツィウスは、1948年の"Europäische Literatur und lateinisches Mittelalter"（日本語訳『ヨーロッパ文学とラテン中世』）の冒頭で、トインビーに続いて、彼は中世ラテン文学の広大な研究のための舞台を設定している。クルツィウスは、「文化とその媒体である歴史的実体は、どのようにして発生し、成長し、衰退するのか? この疑問に答えることができるのは、正確な手順を持つ比較形態学だけである。この課題に取り組んだのがアーノルド・J・トインビーである」と書いている。
1960年以降、トインビーの思想は学術的にもメディア的にも衰退し、現在ではほとんど引用されなくなっている。一般的に、歴史家たちは、トインビーが事実に基づくデータよりも神話や寓話、宗教を好むことを指摘している。トインビーの批判者は、彼の結論は歴史家というよりもキリスト教道徳家のものであると主張した。メイン大学のマイケル・ラングは、2011年に"Journal of History"に寄稿した論文"Globalization and Global History in Toynbee"の中で次のように書いている。
今日、世界の多くの歴史家にとって、アーノルド・J・トインビーはハウスパーティーでの恥ずかしいおじさんのように見なされている。家系図に載っているという理由で必要な紹介を受けても、すぐに他の友人や親戚に追いやられてしまう。
しかし、一部の古典史研究者からは、「彼の訓練と最も確かな感触は古典古代の世界にある」という理由で、彼の作品が参照され続けている。トインビーのルーツが古典文学にあることは、ヘロドトスやトゥキディデスなどの古典歴史家のアプローチとの類似性にも表れている。トインビーのアプローチがしばしば分類される比較史は、低迷している。

## 外交政策における政治的影響力
トインビーは、第一次世界大戦中はイギリス外務省の政治情報部に勤務し、1919年にはパリ講和会議の代表を務めた。『歴史の研究』の執筆中にも数多くの小著を発表し、王立国際問題研究所（チャタムハウス）の外国研究部長（1939-43年）、外務省の研究部長（1943-46年）を務め、1956年に引退するまでロンドン・スクール・オブ・エコノミクスにも籍を置いていた。
チャタムハウスは外務省のために調査を行い、第二次世界大戦中はロンドンに移管されて重要な知的資源となった。トインビーは、研究助手のベロニカ・M・ボールターとともに、RIIAが毎年発行する"Survey of International Affairs"の共同編集者を務め、これはイギリスの国際専門家にとっての「バイブル」となった。

### アドルフ・ヒトラーとの対話
トインビーは、1936年にナチス法学会の講演のためにベルリンを訪れた際、アドルフ・ヒトラーの要請により、ヒトラーとの個人的なインタビューに応じた。トインビーの講演の前日に行われたこのインタビューで、ヒトラーは、より大きなドイツ国家を建設するという限定的な拡張主義の目的と、イギリスの理解と協力を望んでいることを強調した。また、ドイツが植民地を回復すれば、アジア太平洋地域でイギリスの同盟国になれるとも語った。トインビーはヒトラーが誠実であることを信じ、イギリスの首相と外務大臣に宛てた極秘のメモの中で、ヒトラーのメッセージを支持した。
トインビーの講演は英語で行われたが、ドイツ語に翻訳した原稿が事前に関係者に配られていたため、ベルリンの聴衆はその融和的なトーンを高く評価した。当時、ベルリンに駐在していたイギリスの外交官トレーシー・フィリップスは、後にトインビーに「ベルリンのどこにおいても熱心な議論の対象となっていた」と伝えている。一方、トインビーの同僚の中には、彼が英独関係を管理しようとしていることに失望している者もいた。

### ロシア
トインビーは、ロシア革命については悩まされていた。ロシアを非西洋社会と見なし、この革命を西洋社会への脅威と見なしていたためである。
しかし、1952年には、ソビエト連邦は西洋の侵略の犠牲になったと主張している。彼は冷戦を、マルクス主義の唯物論的異端と、世俗化した西洋がすでに愚かにも拒絶してしまった西洋の精神的なキリスト教の遺産との間の宗教的な競争として描いていた。議論は白熱し、『タイムズ』紙は社説で、共産主義を「精神的な力」とみなしたトインビーを即座に攻撃した。

### ギリシャと中東
トインビーは、中東情勢の分析の第一人者だった。第一次世界大戦中はギリシャを支持してトルコを敵視していたため、ギリシャ人富裕層の寄付により設立されたキングズ・カレッジ・ロンドンの現代ギリシャ・ビザンチン史のコラエス教授に任命されていた。しかし、戦後は親トルコ派に転じ、トルコ占領地でのギリシャ軍政府の残虐行為や虐殺を非難したため、ギリシャ人富裕層の反感を買い、1924年にコラエス教授を辞任せざるを得なくなった。
第一次世界大戦中の彼の態度は、アラブの大義への共感が薄れ、親シオニストの立場をとっていた。また、パレスチナのユダヤ人国家を、「古代の繁栄を取り戻し始めた」ものと考えて、その支持を表明した。トインビーは1915年に外務省の情報部でシオニズムを調査し、1917年には同僚のルイス・ネイミアとともにパレスチナにおけるユダヤ人の排他的政治権を支持する覚書を発表した。しかし、1922年、ロンドンを訪れていたパレスチナ・アラブ代表団の影響を受け、彼らの意見を取り入れるようになった。その後の彼の著作には、彼の考え方の変化が表れている。1940年代後半になると、彼はシオニストの大義から離れ、アラブ陣営の側に立つようになった。
1950年代に入ってからのトインビーは、核戦争のリスクを高めることを懸念して、ユダヤ人国家の形成に反対する考えを続けていた。しかし、1961年1月に在カナダ・イスラエル大使ヤコブ・ヘルツォーグとの討論の結果、トインビーは見解を和らげ、イスラエルに対し「核戦争の勃発を防ぐための世界的な努力に貢献するという特別な使命」を果たすことを求めた。
トインビーは論文「パレスチナにおけるユダヤ人の権利」の中で、『ジューイッシュ・クォータリー・レビュー』誌の編集者である歴史学者・タルムード学者のソロモン・ツァイトリンの見解に異議を唱え、同誌に「エレツ・イスラエル（パレスチナ）におけるユダヤ人の権利」という非難記事を掲載した。トインビーは、ユダヤ人は歴史的にも法的にもパレスチナに対する権利を持っていないと主張し、「主張が対立する場合には、アラブ人の家や財産に対する人権が他の全ての権利に優先する」と述べた。ユダヤ人は、「パレスチナに住むアラブ人以前の住民を代表して生き残っている唯一の存在であり、パレスチナに民族郷土(national home)を持つというさらなる要求を持っている」ことは認めている。しかし、その主張は、「パレスチナのアラブ系住民の権利と正当な利益を損なわずに実行できる範囲内でのみ有効である」とした。

### 中国
古代中国の北狄遊牧民族を「動物を取り扱う民族は植物を取り扱う農耕民より劣ることはありえない」として、軍事力だけでなく政治力も決して農耕帝国に劣ることはないと喝破している。

### 日本
トインビーは主著『歴史の研究』において、人類の歴史を26の文明の興亡としてとらえて、日本を独立した一文明としており、日本に好意的な態度を示している。トインビーによれば、一つの文明は、エリート指導者から構成された創造的な少数のリーダーシップの下で、外部からの挑戦に、的確に対応することにより、興隆する。
トインビーは1967年に伊勢神宮を訪れたときに、「私はここ聖地において、すべての宗教が根源的に統一されたものであることを実感する」と記帳しており、西洋人が神道を、未開のアニミズムないし野蛮な多神教としてとらえる場合が多い中で、トインビーは神道の中に、宗教の原初的な普遍性を発見しており、汎神論的的な日本の精神風土を正確に把握していた。

#### 池田大作との対話
1972年、トインビーは創価学会会長（当時）の池田大作と会談し、いかなる状況下でも核兵器を使用することの「悪魔性」(demonic nature)を断罪した。トインビーは、原子爆弾は、戦争を政治的規模から破滅的規模に拡大させ、人類の生存を脅かす発明であるとの見解を持っていた。トインビーは、池田との対話の中で、「原子時代の道徳的課題に対応できない代償として、人類は自己清算するかもしれないという認識が広まっているにもかかわらず、人類が倫理的行動を強化し、自己成熟を達成することができないのではないか」という心配を述べている。
二人は1972年5月5日にロンドンで初めて会った。1973年5月、池田は再びロンドンに飛び、10日間、40時間にわたってトインビー会談した。その後、二人の対話と継続的な書簡のやり取りを経て、人類が直面する重要な問題に対する二人の意見をまとめた"Choose Life – A Dialogue"（日本語訳『21世紀への対話』）が出版された。この本は現在までに24か国語で出版されている。トインビーは、池田の代表作である『人間革命』の英語版にも序文を書いており、この本は全世界で700万部以上売れている。
2005年には、トインビーと池田の初対面から30周年を記念した展覧会が世界各地のSGIセンターで開催され、1,500人を超える世界の学者、知識人、活動家との対話や池田の平和への議論の内容が紹介された。また、トインビーと池田が交わした手紙の原本も展示された。

#### 大東亜戦争（太平洋戦争）に対する評価
トインビーは大東亜戦争（太平洋戦争）について、『オブザーバー』1956年10月28日で、「アジア・アフリカを200年の長きにわたって支配してきた西洋人は、あたかも神のような存在だと信じられてきたが、日本人は実際にはそうでなかったことを、人類の面前で証明した。これはまさに歴史的な偉業であった。…日本は白人のアジア侵略を止めるどころか、帝国主義、植民地主義、人種差別に終止符を打ってしまったのである」「日本人が歴史に残した業績は、アジアとアフリカを支配してきた西洋人が過去二百年間考えられてきたような不敗の半神ではないことを明らかにしたことである。イギリス人もフランス人もアメリカ人もみなバタバタとドミノ倒しのようにやられてしまった。そしてアメリカ人だけが何とか軍事上の栄誉を保ちつづけたが、他の二国は不面目な敗北を喫した」と述べている。また『毎日新聞』1968年3月22日において、「1840年のアヘン戦争以来、東アジアにおける英国の力は、この地域における西洋全体の支配を象徴していた。1941年、日本は全ての非西洋国民に対し、西洋は無敵ではないことを決定的に示した。この啓示がアジア人の士気に及ぼした恒久的な影響は、1967年のベトナムに明らかである」と述べている。

## 挑戦と応戦
トインビーは、文明を単位として、それぞれの歴史を「挑戦と応戦」(challenge-and-response)の観点から提示した。これは、「挑戦と応戦の法則」(law of challenge and response)と呼ばれることもある。文明は、非常に困難な一連の課題に対応して、「創造的な少数派」が社会全体の方向性を変えるような解決策を考案することで生まれた。挑戦と応戦の例には、シュメール人が新石器時代の住民を大規模な灌漑事業を実行できる社会に組織することで、イラク南部の手に負えない沼地を利用したような物理的なものから、カトリック教会が新しいゲルマン王国を一つの宗教的コミュニティとして登録することで、ローマ時代以降のヨーロッパの混乱を解決したような社会的なものまで、様々なものがあった。文明は、課題に対応することで発展してゆく。文明は、指導者が創造的な対応をしなくなると崩壊し、ナショナリズム、軍国主義、専制的な少数派の専制によって沈没してゆく。トインビーの『歴史の研究』の編集後記によると、トインビーは、社会は常に「自然死」ではなく、「自殺や殺人」によって滅びると考えており、ほとんどの場合、「自殺」によって滅びるという。彼は文明の成長と衰退を精神的なプロセスと捉え、「人間が文明を獲得するのは、生物学的に優れた能力や地理的環境の結果ではなく、これまでにない努力をするように彼を奮い立たせる特別な困難な状況における挑戦への応戦としてである」と書いている。

## トインビー賞財団
アーノルド・J・トインビーにちなんで名付けられたこの（トインビー賞）財団は、1987年に設立された財団で、「人間社会や人間と社会の問題を広く歴史的に見ることによって定義される社会科学の発展に貢献する」ことを目的としている。トインビー賞の授与のほか、アメリカ歴史学会の年次総会でのセッション、国際会議、ジャーナル"New Global Studies"やグローバル・ヒストリー・フォーラムへの協賛を通じて、グローバルヒストリーに関する学術的な取り組みを支援している。

トインビー賞は、学術的・社会的に人類に多大な貢献をした社会科学者に贈られる賞である。現在は、世界史の研究に大きく貢献した業績に対して隔年で授与されている。これまでの受賞者には、以下の人物がいる。
- レイモン・アロン
- ケネス・クラーク
- ラルフ・ダーレンドルフ
- ナタリー・ゼモン・デイヴィス（英語版）
- アルバート・O・ハーシュマン
- ジョージ・ケナン
- ブルース・マズリッシュ（英語版）
- ジョン・マクニール（英語版）
- ウィリアム・ハーディー・マクニール
- ジャン＝ポール・サルトル
- アーサー・シュレジンジャー・ジュニア
- バーバラ・ウォード（英語版）
- ブライアン・アークハート
- マイケル・アダス（英語版）
- クリストファー・ベイリー（英語版）
- ユルゲン・オスターハンメル（英語版）

## 「民族の神話を学ばなかった民族は例外なく滅んでいる」
トインビーの発言として「12、13歳くらいまでに民族の神話を学ばなかった民族は、例外なく滅んでいる」といった趣旨の主張が流布している。書籍・雑誌・インターネット上の記事で多数引用されており、再引用と孫引きの繰り返しによって様々なバージョンが流布している。
しかし、この説の出典は明示されておらず、トインビーの主な著作や新聞記事にもそうした文章は見つかっていない。
類似の言説として「滅亡する民族の3つの共通点」というものも流布しており、
- 自国の歴史を忘れた民族は滅びる。
- すべての価値を物やお金に置き換え、心の価値を見失った民族は滅びる。
- 理想を失った民族は滅びる。

上記の三法則をトインビーが提唱したとされるが、こちらも典拠は不明である。
にもかかわらず、参政党アドバイザーの吉野敏明は、2023年5月7日に彼のTwitterにてその内容を言及している。
なお、類似した言葉がイスタンブール軍事博物館にてケマル・アタテュルクの言葉として掲示されている。

## 著書
- The Armenian Atrocities: The Murder of a Nation, with a speech delivered by Lord Bryce in the House of Lords (Hodder & Stoughton 1915)
- Nationality and the War (Dent 1915)
- The New Europe: Some Essays in Reconstruction, with an Introduction by the Earl of Cromer (Dent 1915)
- Contributor, Greece, in The Balkans: A History of Bulgaria, Serbia, Greece, Rumania, Turkey, various authors (Oxford, Clarendon Press 1915)
- British View of the Ukrainian Question (Ukrainian Federation of U.S., New York, 1916)
- Editor, The Treatment of Armenians in the Ottoman Empire, 1915–1916: Documents Presented to Viscount Grey of Fallodon by Viscount Bryce, with a Preface by Viscount Bryce (Hodder & Stoughton and His Majesty's Stationery Office, 1916)
- The Destruction of Poland: A Study in German Efficiency (1916)
- The Belgian Deportations, with a statement by Viscount Bryce (T. Fisher Unwin 1917)
- The German Terror in Belgium: An Historical Record (Hodder & Stoughton 1917)
- The German Terror in France: An Historical Record (Hodder & Stoughton 1917)
- Turkey: A Past and a Future (Hodder & Stoughton 1917)
- The Western Question in Greece and Turkey: A Study in the Contact of Civilizations (Constable 1922)
- Introduction and translations, Greek Civilization and Character: The Self-Revelation of Ancient Greek Society (Dent 1924)
- Introduction and translations, Greek Historical Thought from Homer to the Age of Heraclius, with two pieces newly translated by Gilbert Murray (Dent 1924)
- Contributor, The Non-Arab Territories of the Ottoman Empire since the Armistice of 30 October 1918, in H. W. V. Temperley (editor), A History of the Peace Conference of Paris, Vol. VI (Oxford University Press under the auspices of the British Institute of International Affairs 1924)
- The World after the Peace Conference, Being an Epilogue to the "History of the Peace Conference of Paris" and a Prologue to the "Survey of International Affairs, 1920–1923" (Oxford University Press under the auspices of the British Institute of International Affairs 1925). Published on its own, but Toynbee writes that it was "originally written as an introduction to the Survey of International Affairs in 1920–1923, and was intended for publication as part of the same volume".
- With Kenneth P. Kirkwood, Turkey (Benn 1926, in Modern Nations series edited by H. A. L. Fisher)
- The Conduct of British Empire Foreign Relations since the Peace Settlement (Oxford University Press under the auspices of the Royal Institute of International Affairs 1928)
- A Journey to China, or Things Which Are Seen (Constable 1931)
- Editor, British Commonwealth Relations, Proceedings of the First Unofficial Conference at Toronto, 11–21 September 1933, with a foreword by Robert L. Borden (Oxford University Press under the joint auspices of the Royal Institute of International Affairs and the Canadian Institute of International Affairs 1934)
- A Study of History
  - Vol I: Introduction; The Geneses of Civilizations
  - Vol II: The Geneses of Civilizations
  - Vol III: The Growths of Civilizations

(Oxford University Press 1934)
- Editor, with J. A. K. Thomson, Essays in Honour of Gilbert Murray (George Allen & Unwin 1936)
- A Study of History
  - Vol IV: The Breakdowns of Civilizations
  - Vol V: The Disintegrations of Civilizations
  - Vol VI: The Disintegrations of Civilizations

(Oxford University Press 1939)
- D. C. Somervell, A Study of History: Abridgement of Vols I-VI, with a preface by Toynbee (Oxford University Press 1946)
- Civilization on Trial (Oxford University Press 1948)
- The Prospects of Western Civilization (New York, Columbia University Press 1949). Lectures delivered at Columbia University on themes from a then-unpublished part of A Study of History. Published "by arrangement with Oxford University Press in an edition limited to 400 copies and not to be reissued".
- Albert Vann Fowler (editor), War and Civilization, Selections from A Study of History, with a preface by Toynbee (New York, Oxford University Press 1950)
- Introduction and translations, Twelve Men of Action in Greco-Roman History (Boston, Beacon Press 1952). Extracts from Thucydides, Xenophon, Plutarch and Polybius.
- The World and the West (Oxford University Press 1953). Reith Lectures for 1952.
- A Study of History
  - Vol VII: Universal States; Universal Churches
  - Vol VIII: Heroic Ages; Contacts between Civilizations in Space
  - Vol IX: Contacts between Civilizations in Time; Law and Freedom in History; The Prospects of the Western Civilization
  - Vol X: The Inspirations of Historians; A Note on Chronology

(Oxford University Press 1954)
- An Historian's Approach to Religion (Oxford University Press 1956). Gifford Lectures, University of Edinburgh, 1952–1953.
- D. C. Somervell, A Study of History: Abridgement of Vols VII-X, with a preface by Toynbee (Oxford University Press 1957)
- Christianity among the Religions of the World (New York, Scribner 1957; London, Oxford University Press 1958). Hewett Lectures, delivered in 1956.
- Democracy in the Atomic Age (Melbourne, Oxford University Press under the auspices of the Australian Institute of International Affairs 1957). Dyason Lectures, delivered in 1956.
- East to West: A Journey round the World (Oxford University Press 1958)
- Hellenism: The History of a Civilization (Oxford University Press 1959, in Home University Library)
- With Edward D. Myers, A Study of History
  - Vol XI: Historical Atlas and Gazetteer

(Oxford University Press 1959)
- D. C. Somervell, A Study of History: Abridgement of Vols I-X in one volume, with a new preface by Toynbee and new tables (Oxford University Press 1960)
- A Study of History
  - Vol XII: Reconsiderations

(Oxford University Press 1961)
- Between Oxus and Jumna (Oxford University Press 1961)
- America and the World Revolution (Oxford University Press 1962). Public lectures delivered at the University of Pennsylvania, spring 1961.
- The Economy of the Western Hemisphere (Oxford University Press 1962). Weatherhead Foundation Lectures delivered at the University of Puerto Rico, February 1962.
- The Present-Day Experiment in Western Civilization (Oxford University Press 1962). Beatty Memorial Lectures delivered at McGill University, Montreal, 1961.

The three sets of lectures published separately in the UK in 1962 appeared in New York in the same year in one volume under the title America and the World Revolution and Other Lectures, Oxford University Press.
- Universal States (New York, Oxford University Press 1963). Separate publication of part of Vol VII of A Study of History.
- With Philip Toynbee, Comparing Notes: A Dialogue across a Generation (Weidenfeld & Nicolson 1963). "Conversations between Arnold Toynbee and his son, Philip … as they were recorded on tape."
- Between Niger and Nile (Oxford University Press 1965)
- Hannibal's Legacy: The Hannibalic War's Effects on Roman Life
  - Vol I: Rome and Her Neighbours before Hannibal's Entry
  - Vol II: Rome and Her Neighbours after Hannibal's Exit

(Oxford University Press 1965)
- Change and Habit: The Challenge of Our Time (Oxford University Press 1966). Partly based on lectures given at University of Denver in the last quarter of 1964, and at New College, Sarasota, Florida and the University of the South, Sewanee, Tennessee in the first quarter of 1965.
- Acquaintances (Oxford University Press 1967)
- Between Maule and Amazon (Oxford University Press 1967)
- Editor, Cities of Destiny (Thames & Hudson 1967)
- Editor and principal contributor, Man's Concern with Death (Hodder & Stoughton 1968)
- Editor, The Crucible of Christianity: Judaism, Hellenism and the Historical Background to the Christian Faith (Thames & Hudson 1969)
- Experiences (Oxford University Press 1969)
- Some Problems of Greek History (Oxford University Press 1969)
- Cities on the Move (Oxford University Press 1970). Sponsored by the Institute of Urban Environment of the School of Architecture, Columbia University.
- Surviving the Future (Oxford University Press 1971). Rewritten version of a dialogue between Toynbee and Professor Kei Wakaizumi of Kyoto Sangyo University: essays preceded by questions by Wakaizumi.
- With Jane Caplan, A Study of History, new one-volume abridgement, with new material and revisions and, for the first time, illustrations (Oxford University Press and Thames & Hudson 1972)
- Constantine Porphyrogenitus and His World (Oxford University Press	1973)
- Editor, Half the World: The History and Culture of China and Japan (Thames & Hudson 1973)
- Toynbee on Toynbee: A Conversation between Arnold J. Toynbee and G. R. Urban (New York, Oxford University Press 1974)
- Mankind and Mother Earth: A Narrative History of the World (Oxford University Press 1976), posthumous
- Richard L. Gage (editor), The Toynbee-Ikeda Dialogue: Man Himself Must Choose (Oxford University Press 1976), posthumous. The record of a conversation lasting several days.
- E. W. F. Tomlin (editor), Arnold Toynbee: A Selection from His Works, with an introduction by Tomlin (Oxford University Press 1978), posthumous. Includes advance extracts from The Greeks and Their Heritages.
- The Greeks and Their Heritages (Oxford University Press 1981), posthumous
- Christian B. Peper (editor), An Historian's Conscience: The Correspondence of Arnold J. Toynbee and Columba Cary-Elwes, Monk of Ampleforth, with a foreword by Lawrence L. Toynbee (Oxford University Press by arrangement with Beacon Press, Boston 1987), posthumous
- The Survey of International Affairs was published by Oxford University Press under the auspices of the Royal Institute of International Affairs between 1925 and 1977 and covered the years 1920–1963. Toynbee wrote, with assistants, the Pre-War Series (covering the years 1920–1938) and the War-Time Series (1938–1946), and contributed introductions to the first two volumes of the Post-War Series (1947–1948 and 1949–1950). His actual contributions varied in extent from year to year.
- A complementary series, Documents on International Affairs, covering the years 1928–1963, was published by Oxford University Press between 1929 and 1973. Toynbee supervised the compilation of the first of the 1939–1946 volumes, and wrote a preface for both that and the 1947–1948 volume.

## 邦訳著書

### 単著
- 『世界と西欧』（新潮社［一時間文庫］, 1953年／現代教養文庫, 1959年）
- 『歴史の教訓』（岩波書店, 1959年）
- 『一歴史家の宗教観』（社会思想研究会出版部, 1959年）
- 『ヘレニズム　一つの文明の歴史』（紀伊國屋書店, 1961年）
- 『試練に立つ文明』（社会思想研究会出版部（上・下）, 1961年／現代教養文庫, 1973年）
- 『アジア高原の旅――民族と文明の興亡』（毎日新聞社, 1962年）
- 『失われた自由の国――現代アメリカ論』（毎日新聞社, 1962年）
- 『文明の実験――西洋のゆくえ』（毎日新聞社, 1963年）
- 『歴史の研究』（全25巻、「歴史の研究」刊行会、経済往来社, 1966-72年）
- 『ナイルとニジェールの間に』（新潮社［新潮選書］, 1967年）
- 『世界の名著 トインビー「歴史の研究」』中央公論社、1967年。蠟山政道責任編集
- 『戦争と文明』（社会思想社, 1968年／中公クラシックス, 2018年）
- 『トインビー著作集』（全7巻+別巻、社会思想社[71], 1967-68年）
  - 1-3 歴史の研究、4 一歴史家の宗教観[72]、5 試練に立つ文明、6 現代論集、7 歴史紀行、別巻「トインビー研究」
- 『回想録（1・2）』（社会思想社, 1970年）
- 『交遊録』（社会思想社, 1970年）
- 『現代が受けている挑戦』（新潮選書, 1971年／新潮文庫, 2001年）
- 『日本の活路』（国際PHP研究所, 1974年）
- 『爆発する都市』（社会思想社, 1975年）
- 『図説 歴史の研究』（学習研究社, 1975年、新版全3巻、1976年）
- 『人類と母なる大地　トインビー著作集 補巻1・2』（社会思想社, 1979年）
- 『地球文明への視座――トインビー現代論集』（経済往来社, 1983年）

### 共著
- （フィリップ・トインビー）『現代人の疑問――二つの世代の考え方』（毎日新聞社, 1967年）
- （若泉敬）『未来を生きる――トインビーとの対話』（毎日新聞社, 1971年） のち講談社文庫
- （池田大作）『21世紀への対話』（文藝春秋, 1975年）

## 主な研究評伝
- 『人間と文明のゆくえ　トインビー生誕100年記念論集』日本評論社、1989年。吉澤五郎・川窪啓資編
- 『文明の転換と東アジア　トインビー生誕100年アジア国際フォーラム』藤原書店、1992年。吉澤五郎・川窪啓資編
- 川窪啓資『トインビーから比較文明へ』近代文藝社、2000年
- 吉澤五郎『トインビーとの対話　現代への挑戦・希望の道』第三文明社・レグルス文庫、2011年
- 吉澤五郎『トインビー　新装版』清水書院・シリーズ人と思想、2015年、初版1982年
- 吉澤五郎編『ポストコロナの文明史像　「生への選択」とトインビー』潮新書、2021年
- 佐藤優『地球時代の哲学　池田・トインビー対談を読み解く』潮出版社、2014年／潮新書、2017年

## 参考資料
- Beacock, Ian. Humanist among machines – As the dreams of Silicon Valley fill our world, could the dowdy historian Arnold Toynbee help prevent a nightmare?  (March 2016), Aeon
- Ben-Israel, Hedva. "Debates With Toynbee: Herzog, Talmon, Friedman," Israel Studies, Spring 2006, Vol. 11 Issue 1, pp. 79–90
- Brewin, Christopher. "Arnold Toynbee, Chatham House, and Research in a Global Context", in David Long and Peter Wilson, eds. Thinkers of the Twenty Years' Crisis: Inter-War Idealism Reassessed (1995)  pp. 277–302.
- Costello, Paul. World Historians and Their Goals: Twentieth-Century Answers to Modernism (1993). Compares Toynbee with H. G. Wells, Oswald Spengler, Pitirim Sorokin, Christopher Dawson, Lewis Mumford, and William H. McNeill
- Friedman, Isaiah. "Arnold Toynbee: Pro-Arab or Pro-Zionist?" Israel Studies, Spring 1999, Vol. 4#1, pp. 73–95
- Hutton, Alexander. "'A belated return for Christ?': the reception of Arnold J. Toynbee's A Study of History in a British context, 1934–1961." European Review of History 21.3 (2014): 405–424.
- Lang, Michael. "Globalization and Global History in Toynbee", Journal of World History 22#4 Dec 2011 pp. 747–783 in project MUSE
- McIntire, C. T. and Marvin Perry, eds. Toynbee: Reappraisals (1989) 254pp
- McNeill, William H. Arnold J. Toynbee: a life (Oxford UP, 1989). The standard scholarly biography.
- Martel, Gordon. "The Origins of World History: Arnold Toynbee before the First World War," Australian Journal of Politics and History,  Sept 2004, Vol. 50 Issue 3, pp. 343–356
- Montagu, Ashley M. F., ed. Toynbee and History: Critical Essays and Reviews (1956) online edition
- Paquette, Gabriel B. "The Impact of the 1917 Russian Revolutions on Arnold J. Toynbee's Historical Thought, 1917–34", Revolutionary Russia, June 2000, Vol. 13#1, pp. 55–80
- Perry, Marvin. Arnold Toynbee and the Western Tradition (1996)
- Toynbee, Arnold J. A Study of History abridged edition by D. C. Somervell (2 vol 1947); 617pp online edition of vol 1, covering vols 1–6 of the original; A Study of History online edition